# 依托尼秦
依托尼秦（别名EA-4941、CS-4640）是一种苯并咪唑阿片类化合物，最早于1957年被报道，它在动物实验中的药效约为吗啡的1000至1500倍。
它在中国于2013年11月被列入《麻醉药品品种目录（2013年版）》并受到管制。